# Władysław Maskalan
Władysław Maskalan (ur. 1905, zm. 14 lipca 1980) – pułkownik ludowego Wojska Polskiego.

## Życiorys
W 1918 wstąpił do Komsomołu, a w 1925 do Wszechzwiązkowej Komunistycznej Partii (bolszewików). Przed 1939 był zatrudniony w Zakładach Budowy Samochodów w Moskwie. Od 1941 służył w Armii Czerwonej. W grudniu 1943 wstąpił do 1 Dywizji Piechoty im. Tadeusza Kościuszki jako instruktor w wydziale polityczno-wychowawczym dywizji. Następnie był szefem wydziału organizacyjnego Zarządu Politycznego 1 Korpusu Polskiego w ZSRR, a od marca 1944 - 1 Armii. W maju 1945 był zastępcą dowódcy 1 Armii do spraw politycznych - szefem Zarządu Politycznego tej armii. Bezpośrednio po wojnie był zastępcą dowódcy do spraw polityczno-wychowawczych Okręgu Wojskowego nr IV. Od 1946 do 1948 pełnił stanowisko szefa Departamentu Służby Samochodowej Ministerstwa Obrony Narodowej. W ludowym Wojsku Polskim służył do 1965, kiedy przeszedł w stan spoczynku.
Był mężem Natalii z Bajtnerów (1913–1996).
Zmarł 14 lipca 1980. Został pochowany na cmentarzu Wojskowym na Powązkach w Warszawie (kwatera M'-2-14).

## Odznaczenia
- Krzyż Oficerski Orderu Odrodzenia Polski (30 maja 1946)[5]
- Złoty Medal „Za zasługi dla obronności kraju” (1975)
- Złota Odznaka honorowa „Za Zasługi dla Warszawy” (1970)[6]